# Фронт национального спасения (Румыния)
Фронт национального спасения (ФНС; рум. Frontul Salvării Naționale, FSN) — политическая организация Румынии, руководившая страной с декабря 1989 по май 1990 года, когда в стране прошли всеобщие выборы. Возникла в первые дни после свержения Николае Чаушеску и последовавшего за этим падения социалистического режима в стране в результате Румынской революции. 6 февраля 1990 года она была преобразована в политическую партию. На базе ФНС в 1992—1993 годах возникли две современных партии Румынии: социал-демократическая и демократическая либеральная.

## История

### Создание и приход к власти
В марте 1989 года шесть видных деятелей РКП написали открытое письмо Н. Чаушеску, где критиковали его злоупотребления властью и экономическую политику с крайне левых позиций. Так называемое «Письмо шести» получило огласку в западной прессе, передавалось по радио «Свободная Европа», где его создание приписывали подпольной организации «Фронт национального спасения».
22 декабря 1989 г., когда сторонники Иона Илиеску заняли телецентр в Бухаресте, он выступил с обращением и объявил о создании организации под названием Фронт национального спасения. Был сформирован руководящий орган - Совет ФНС, в который вошли такие известные деятели, как Петре Роман, Ласло Текеш, Силвиу Брукан, Серджиу Николаеску, Джелу Войкан Войкулеску, Виктор Стэнкулеску, Думитру Мазилу, Вирджил Мэгуряну, Корнелиу Мэнеску, Александру Бырлэдяну, Дойна Корня, Ана Бландиана, Ион Карамитру, писатель Мирча Динеску, генерал Штефан Гушэ, экс-министр Дан Марциан (всего 40 человек). В течение 4 дней Илиеску создал временное правительство, главой которого назначил Петре Романа, а сам стал главой государства. Фронт имел широкую базу сторонников, но в основном в его руководство входили опальные функционеры РКП.

### Временный орган власти

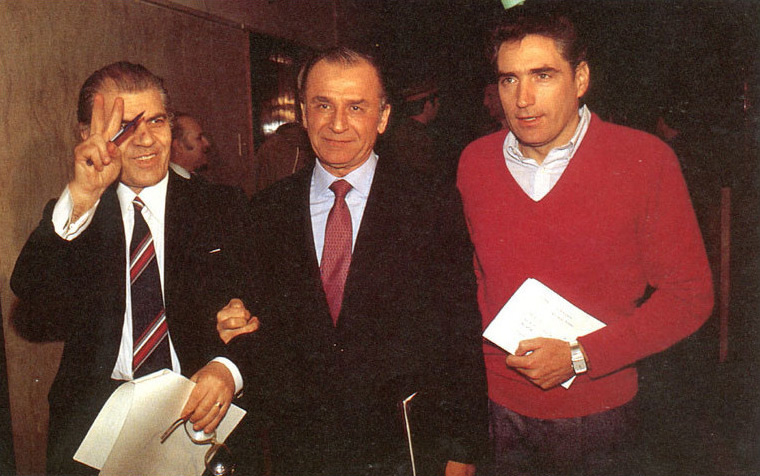
Ион Илиеску (в центре) вместе с Думитру Мазилу (слева) и Петре Роман (справа), 23 декабря 1989

27 декабря 1989 г. ФНС объявил об упразднении однопартийной системы и назначил дату проведения выборов. Вскоре после этого были восстановлены две важнейших румынских партии докоммунистического периода, национально-крестьянская и национально-либеральная.
Первоначально ФНС объявил, что не является партией и не будет выдвигать своих кандидатов на предстоящих выборах. Однако Силвиу Брукан ввёл в обиход концепцию «большой партии» и поддержал преобразование ФНС в политическую партию. Ряд членов ФНС, опасаясь тоталитарных тенденций, вышли из ФНС ещё до его преобразования в партию — среди них были Думитру Мазилу, Мирча Динеску, Ион Карамитру, Андрей Плешу, Дан Хэулицэ, Габриел Лиичану, Дойна Корня.
6 февраля 1990 г. было объявлено о преобразовании ФНС в политическую партию с тем, чтобы он мог выдвигать кандидатов на предстоящих выборах. К тому времени ФНС контролировал большую часть румынской прессы, в том числе государственную телевизионную компанию.
Христианская национал-крестьянская партия и Национал-либеральная партия устроили демонстрации протеста в конце января и в конце февраля 1990 г., которые закончились беспорядками. В свою очередь Илиеску призвал «рабочий класс» поддержать ФНС против «фашистских сил, пытающихся дестабилизировать страну». По его указанию в столицу съехались шахтёры, устроившие погромы, известные под названием «минериады».
Несмотря на это, ФНС был вынужден согласиться создать переходное правительство. Был создан Временный совет национального согласия (Consiliul Provizoriu de Uniune Naţională, CPUN), в котором преобладали члены ФНС, однако участвовали также члены других партий. Этот совет выполнял роль временного органа власти с начала февраля 1990 г. вплоть до выборов.
В апреле 1990 г. прошло крупнейшее выступление против политической монополии ФНС. Оно продолжалось 52 дня и было жестоко подавлено шахтёрами в ходе июньской «минериады».

### Первое избранное правительство
По мнению исследователя Стивена Роупера, ФНС имел сильную поддержку среди крестьян и городских промышленных рабочих, тогда как национал-либералы и национал-крестьяне имели поддержку среди интеллектуалов.
Поскольку оппозиция не имела доступа в государственные средства массовой информации, ФНС не выдвигал конкретной предвыборной программы, выступая как «партия для всех».
ФНС и его кандидат Ион Илиеску с большим отрывом выиграли парламентские и президентские выборы 1990 года. Петре Роман сохранил пост премьер-министра и начал осторожные экономические реформы.

### Раскол
В результате нарастающего конфликта между Илиеску и Романом 7 апреля 1992 г. Илиеску и его сторонники вышли из состава ФНС и создали Демократический фронт национального спасения, который в дальнейшем был переименован в Социал-демократическую партию Румынии.
Петре Роман остался лидером ФНС. 28 мая 1993 г. партия получила новое название «Демократическая партия — Фронт национального спасения» (Partidul Democrat — Frontul Salvării Naţionale, PD-FSN), а вскоре название было сокращено до «Демократическая партия».

## Наследие
ФНС оказал и до сих пор оказывает большое влияние на румынскую политику после революции. Возникшие после раскола Демократическая либеральная и Социал-демократическая партии участвовали в нескольких правительствах с момента своего возникновения и до настоящего времени.
Экс-президент Румынии Траян Бэсеску также попал в политику как член ФНС и занимал должность министра транспорта в ряде правительств ФНС. После раскола он стал членом Демократической партии и выступал против кандидата от Социал-демократической партии Адриана Нэстасе. Во время теледебатов с последним перед президентскими выборами 2004 г. он заявил:
«Знаете, в чём самая большая проблема современной Румынии? В том, что Румыния должна выбирать между двумя бывшими членами РКП».

## Результаты выборов

### Палата депутатов
| Год  | Голоса    | %% голосов | Мест в палате | %% мест |
| ---- | --------- | ---------- | ------------- | ------- |
| 1990 | 9 089 659 | 66,31 %    | 263           | 66,41 % |
| 1992 | 1 108 500 | 10,19 %    | 43            | 13,11 % |

### Сенат
| Год  | Голоса    | %% голосов | Мест в палате | %% мест |
| ---- | --------- | ---------- | ------------- | ------- |
| 1990 | 9 353 006 | 67,02 %    | 91            | 76,47 % |
| 1992 | 1 139 033 | 10,38 %    | 18            | 12,58 % |